# Fátima Veiga
Maria de Fátima da Veiga (sinh ngày 22 tháng 6 năm 1957) là một chính trị gia và nhà ngoại giao của Cabo Verde. Veiga là bộ trưởng ngoại giao từ 2002-2004. bà là nữ bộ trưởng ngoại giao đầu tiên trong lịch sử của Cabo Verde.
Veiga được sinh ra trên đảo São Vicente. Sau đó, bà theo học một số viện giáo dục đại học bao gồm Đại học Aix-en-Provence ở miền nam nước Pháp, Quỹ Đức tại Berlin, Prague và ở Brazil. Năm 1980, bà bắt đầu làm việc cho Bộ Ngoại giao Cabo Verdean. Từ năm 2001 đến 2002, bà là Đại sứ của Cabo Verde tại Cuba. Khi còn là bộ trưởng ngoại giao, bà đã đến thăm Paris từ ngày 9 đến 12 tháng 1 năm 2002.
Trong vài năm vào năm 2007, bà là Đại sứ của Cabo Verde tại Hoa Kỳ. bà đã trình bày thông tin của mình cho Tổng thống Bush vào ngày 16 tháng 8 năm 2007 
Kể từ ngày 20 tháng 2 năm 2014, bà là đại sứ của Cabo Verde tại Pháp. bà đã thành bàng với Jose Armando Filomeno Ferreira Duarte, người là đại sứ phục vụ lâu nhất ở Pháp.